# The Last Internationale
The Last Internationale é uma banda de americana de hard-rock formada por Delila Paz, Edgey Pires e Brad Wilk.
A banda foi formada pelo guitarrista nova iorquino Edgey Pires e vocalista Delila Paz.
Em janeiro de 2013, eles lançaram um EP 5-canção intitulada New York,"eu me importo de morrer.Rage Against the Machine guitarrista Tom Morello apresentou a banda para seu colega de banda, o baterista Brad Wilk , que posteriormente se juntou à banda. Seu álbum de estréia, reinaremos , foi lançado em 19 de agosto de 2014. O álbum foi produzido por Brendan O'Brien e Brendan Benson .
A banda fez sua estréia na televisão da rede em 27 de agosto de 2014 tocando "Vida, liberdade ea perseguição de Indian Blood" no Late Show with David Letterman .  Eles vão abrir para Robert Plant no outono para apoiar a sua canção de ninar e ... O Ceaseless Roar tour.